# سورن مارينوس جنسن
سورن مارينوس جنسن (بالدنماركية: Søren Marinus Jensen)‏ هو مصارع رياضي دنماركي، ولد في 5 مايو 1879 في Skødstrup ‏ في الدنمارك، وتوفي في 6 يناير 1965.

## وصلات خارجية
- سورن مارينوس جنسن على موقع قاعدة بيانات المصارعة الدولية (الإنجليزية)
- سورن مارينوس جنسن على موقع أوليمبيديا (الإنجليزية)